# Alexandre Tremblay
Pour les articles homonymes, voir Tremblay.
Alexandre Tremblay, né le 22 mars 1979 à Beauport, Québec au Canada, est un joueur professionnel canadien de hockey sur glace évoluant au poste d'attaquant.

## Carrière
De 1996 à 2003, il a joué dans différentes ligues avec le Titan de Laval, les Cataractes de Shawinigan, et l'Océanic de Rimouski de la LHJMQ, le Crunch de Syracuse de la LAH et avec l'équipe de l'Université du Québec à Trois-Rivières de l'USIC.
Lors de la saison 2003-2004, il a défendu les couleurs de JYP Jyväskylä en SM-Liiga avant de revenir au Canada.
Il n'y reste pas longtemps car, après une très bonne saison (107 points en 73 matchs) avec Radio X de Québec de la LNAH, il retraverse l'Atlantique pour jouer en Suisse avec le HC La Chaux-de-Fonds de la Ligue nationale B (LNB). Il est l’un des deux joueurs étrangers du club, l’autre étant Jean-Philippe Paré, un ancien coéquipier dans les ligues junior et universitaires. Le 30 septembre 2005, il est prêté pour un match au HC Fribourg-Gottéron, en remplacement de Frank Banham. Privé de séries éliminatoires avec La Chaux-de-Fonds, il rejoint le HC Bienne, avec qui il a signé un contrat pour la saison suivante. Avec le club biennois, il devient champion de Suisse de Ligue nationale B en 2006, 2007 et 2008, fêtant même la promotion en LNA lors de cette dernière saison. Il ne joue cependant pas les finales de promotion face à Bâle à cause d’une blessure à un poignet, à la suite d’une charge de Charles Simard.
Après 116 matchs (103 buts et 83 assists) avec Bienne, il rejoint le Lausanne Hockey Club en LNB pour la saison 2008-2009. Il manque le début de la saison en raison des suites de sa blessure au poignet. Au cours de la saison 2009-2010, il remplace pour deux matchs Juraj Kolník, suspendu, au Genève-Servette Hockey Club. Après trois saisons à Lausanne, il s’engage avec le Hockey Club Viège. En décembre 2012, il rompt son contrat avec le club haut-valaisan, en raison de l’engagement de Domenic Pittis. Il retrouve alors de l’embauche au GCK Lions.

## Statistiques
| Saison    | Équipe                                | Ligue    |    | Saison régulière | Saison régulière | Saison régulière | Saison régulière | Saison régulière |    | Séries éliminatoires | Séries éliminatoires | Séries éliminatoires | Séries éliminatoires | Séries éliminatoires |
| Saison    | Équipe                                | Ligue    | PJ | B                | A                | Pts              | Pun              | PJ               | B  | A                    | Pts                  | Pun                  |                      |                      |
| 1997-1998 | Gouverneurs de Ste-Foy                | LHMAAAQ  | 41 | 31               | 29               | 60               | 0                | 14               | 9  | 12                   | 21                   | 0                    |                      |                      |
| 1996-1997 | Titan du Collège français de Laval    | LHJMQ    | 27 | 3                | 6                | 9                | 46               | -                | -  | -                    | -                    | -                    |                      |                      |
| 1996-1997 | Cataractes de Shawinigan              | LHJMQ    | 20 | 5                | 9                | 14               | 10               | 7                | 0  | 0                    | 0                    | 14                   |                      |                      |
| 1997-1998 | Cataractes de Shawinigan              | LHJMQ    | 65 | 39               | 37               | 76               | 90               | 6                | 1  | 2                    | 3                    | 30                   |                      |                      |
| 1998-1999 | Cataractes de Shawinigan              | LHJMQ    | 70 | 47               | 48               | 95               | 96               | 6                | 1  | 6                    | 7                    | 8                    |                      |                      |
| 1999-2000 | Cataractes de Shawinigan              | LHJMQ    | 47 | 31               | 31               | 62               | 63               | -                | -  | -                    | -                    | -                    |                      |                      |
| 1999-2000 | Océanic de Rimouski                   | LHJMQ    | 17 | 12               | 10               | 22               | 30               | 14               | 9  | 10                   | 19                   | 32                   |                      |                      |
| 2000-2001 | Université du Québec à Trois-Rivières | CIAU     | 24 | 29               | 24               | 53               | 56               | -                | -  | -                    | -                    | -                    |                      |                      |
| 2001-2002 | Université du Québec à Trois-Rivières | CIS      | 24 | 17               | 19               | 36               | 58               | -                | -  | -                    | -                    | -                    |                      |                      |
| 2002-2003 | Université de Québec à Trois Rivieres | CIS      | 25 | 38               | 29               | 67               | 62               | -                | -  | -                    | -                    | -                    |                      |                      |
| 2002-2003 | Crunch de Syracuse                    | LAH      | 5  | 0                | 2                | 2                | 2                | -                | -  | -                    | -                    | -                    |                      |                      |
| 2003-2004 | JYP Jyväskylä                         | SM-liiga | 32 | 10               | 1                | 11               | 8                | 2                | 0  | 0                    | 0                    | 0                    |                      |                      |
| 2004-2005 | Caron & Guay de Charlevoix            | LCH-AAA  | 3  | 1                | 1                | 2                | 0                | -                | -  | -                    | -                    | -                    |                      |                      |
| 2004-2005 | Radio X de Québec                     | LNAH     | 59 | 50               | 36               | 86               | 115              | 14               | 12 | 9                    | 21                   | 18                   |                      |                      |
| 2005-2006 | HC La Chaux-de-Fonds                  | LNB      | 42 | 34               | 31               | 65               | 64               | -                | -  | -                    | -                    | -                    |                      |                      |
| 2005-2006 | Fribourg-Gottéron                     | LNA      | 1  | 0                | 0                | 0                | 0                | -                | -  | -                    | -                    | -                    |                      |                      |
| 2005-2006 | HC Bienne                             | LNB      | -  | -                | -                | -                | -                | 5                | 3  | 2                    | 5                    | 4                    |                      |                      |
| 2006-2007 | HC Bienne                             | LNB      | 45 | 43               | 33               | 76               | 72               | 20               | 18 | 14                   | 32                   | 38                   |                      |                      |
| 2007-2008 | HC Bienne                             | LNB      | 40 | 37               | 30               | 67               | 46               | 7                | 3  | 2                    | 5                    | 24                   |                      |                      |
| 2008-2009 | Lausanne HC                           | LNB      | 11 | 9                | 12               | 21               | 22               | 23               | 18 | 18                   | 36                   | 52                   |                      |                      |
| 2009-2010 | Lausanne HC                           | LNB      | 37 | 26               | 25               | 51               | 54               | 11               | 6  | 6                    | 12                   | 16                   |                      |                      |
| 2009-2010 | Genève-Servette HC                    | LNA      | 2  | 2                | 1                | 3                | 0                | -                | -  | -                    | -                    | -                    |                      |                      |
| 2010-2011 | Lausanne HC                           | LNB      | 38 | 21               | 28               | 49               | 79               | 12               | 8  | 7                    | 15                   | 26                   |                      |                      |
| 2011-2012 | HC Viège                              | LNB      | 25 | 14               | 13               | 27               | 58               | 3                | 2  | 1                    | 3                    | 2                    |                      |                      |
| 2012-2013 | HC Viège                              | LNB      | 15 | 16               | 14               | 30               | 12               | -                | -  | -                    | -                    | -                    |                      |                      |
| 2012-2013 | GCK Lions                             | LNB      | 17 | 14               | 8                | 22               | 67               | 4                | 1  | 3                    | 4                    | 6                    |                      |                      |
| 2012-2013 | ZSC Lions                             | LNA      | 1  | 0                | 0                | 0                | 0                | 5                | 0  | 2                    | 2                    | 0                    |                      |                      |
| 2013-2014 | GCK Lions                             | LNB      | 32 | 18               | 12               | 30               | 26               | -                | -  | -                    | -                    | -                    |                      |                      |
| 2013-2014 | HC Bâle                               | LNB      | 4  | 1                | 3                | 4                | 6                | 1                | 0  | 0                    | 0                    | 2                    |                      |                      |
| 2014-2015 | GCK Lions                             | LNB      | 36 | 16               | 13               | 29               | 24               | -                | -  | -                    | -                    | -                    |                      |                      |
| 2015-2016 | Assurancia de Thetford                | LNAH     | 30 | 12               | 23               | 35               | 62               | 5                | 0  | 4                    | 4                    | 13                   |                      |                      |
| 2016-2017 | Assurancia de Thetford                | LNAH     | 11 | 3                | 5                | 8                | 30               | 13               | 7  | 7                    | 14                   | 14                   |                      |                      |
| 2017-2018 | Assurancia de Thetford                | LNAH     | 33 | 17               | 21               | 38               | 112              | 4                | 4  | 1                    | 5                    | 16                   |                      |                      |
| 2018-2019 | Assurancia de Thetford                | LNAH     | 28 | 15               | 14               | 29               | 44               | 5                | 3  | 5                    | 8                    | 10                   |                      |                      |
| 2019-2020 | Assurancia de Thetford                | LNAH     | 34 | 11               | 21               | 32               | 87               | -                | -  | -                    | -                    | -                    |                      |                      |

## Distinctions
- Recrue de l'année 2000-2001 avec l'Université du Québec à Trois-Rivières
- Meilleur joueur USIC 2002-2003 avec l'Université du Québec à Trois-Rivières
- Meilleur joueur LNB, séries éliminatoires 2006-2007 avec le HC Bienne
- Meilleur buteur LNB, séries éliminatoires 2006-2007 avec le HC Bienne
- Meilleur passeur LNB, séries éliminatoires 2006-2007 avec le HC Bienne

## Palmarès
- Coupe Memorial 2000 avec l'Océanic de Rimouski
- Coupe du président 2000 avec l'Océanic de Rimouski
- Coupe Futura 2005 avec Radio X de Québec
- Champion Suisse LNB 2006, 2007, 2008 avec le HC Bienne et en 2009 et 2010 avec le Lausanne Hockey Club
- Promotion en LNA en 2008 avec le HC Bienne